# Supercopa Romena de Voleibol
A Supercopa Romena de Voleibol é uma competição de voleibol organizada pela Federação Romena de Voleibol. É disputada pelos campeões da Divizia A1 e da Copa da Romênia. Até o momento, apenas uma edição foi realizada, em cada rama.

## Masculino
Pela primeira vez em Ploiești, em 2017, a Supercopa Romena de Voleibol Masculino foi conquistada pelo CS Arcada Galați. O titular da Copa da Romênia de Voleibol Masculino de 2017 derrotou o VM Zalău, o campeão do Campeonato Romeno de Voleibol Masculino - Divisão A1, do mesmo ano, com o resultado de 3-1 (17-25, 26-24, 26-24, 25-21).

## Feminino
Pela primeira vez em Timișoara, em 2016, a Supercopa Romena de Voleibol Feminina foi conquistada pelo CSM Târgoviște. O titular da Copa da Romênia de Voleibol Feminino de 2016 derrotou o CSM Volei Alba Blaj, o campeão do Campeonato Romeno de Voleibol Feminino - Divisão A1, do mesmo ano, com o resultado de 3-2 (25-20, 15-25, 25-20, 18-25, 15-6).